# Verebics Ibolya
Verebics Ibolya (Győr, 1962. március 6. –) Bartók Béla–Pásztory Ditta- és Liszt Ferenc-díjas Stuttgartban élő magyar szoprán opera- és koncerténekes. 1986 és 2001 között a Magyar Állami Operaház társulatának tagja, magánénekese, zenepedagógus.

## Élete
Már gyermekkorában kitűnt a zenéhez, énekléshez való különös vonzódása, kiemelkedő tehetsége. Zenei karrierje 10 évesen kezdődött, amikor Győrben megnyerte első versenyét, a Bartók Béla Népdalversenyt. 1976-ban bekerült a győri Liszt Ferenc Zeneművészeti Szakközépiskola zongora szakára, ahol az 1978-tól ott tanító Gonda Anna, nemzetközi hírű alt operaénekes, a bécsi Staatsoper tagja gyakorolt döntő hatást további pályája alakulására.
A győri konzervatórium elvégzése után 1981-ben felvételt nyert Budapesten a Zeneakadémiára: a felvételin Bach Magnificatjának második tételét, az „Ex exultavit” áriát adta elő. Keönch Boldizsár osztályába került. Még a Zeneakadémia első évében berobbant a belföldi és külföldi zenei világba, híres énekesekkel, zenészekkel, karmesterekkel került kapcsolatba, akik megismerték tehetségét, tudását és nem utolsó sorban szorgalmát. Diák- és hallgató korában jelentős sikereket ért el nemzetközi versenyeken is: 1982-ben megnyerte a Karlovy Vary Dvorák énekversenyt, 1984-ben Helsinkiben a Mirjam Helim énekverseny zsűrijének különdíját, 1985-ben pedig Barcelonában, a Vinas énekverseny különdíját.
1985-ben ösztöndíjasként Olaszországban Ettore Campogalliani énekkurzusán vett részt. 1986-ban végzett koncert- és operaénekes szakon, és a legfiatalabb hazai operaénekesként a Magyar Állami Operaház magánénekese lett.
Már az Operaház tagjaként két nagy nemzetközi énekversenyen is díjakat szerzett: 1987-ben, Angliában a „Világ énekese” megtisztelő címet szerezte meg, Cardiffban, a BBC nemzetközi énekversenyén 1988-ban, Philadelphiában és New Yorkban pedig ő lett a Luciano Pavarotti nemzetközi énekverseny egyik győztese. 1988-ban Pavarotti vendégeként részt vett a nagy tenor pesaroi magánkurzusán, 1990-ben pedig Elisabeth Schwarzkopf a salzburgi Mozarteumban megrendezett mesterkurzusán.
15 éves (1986–2001) hazai operaházi pályafutása során 151 alkalommal lépett színpadra. Sok hazai és külföldi felkérést kapott, a dalirodalom és az oratórium műfajának közkedvelt előadója Európában, és a tengerentúlon is.
A nagy nemzetközi karmesterek – Helmuth Rilling, Kobajasi Kenicsiró, Wolfgang Gönnenwein, Eric Ericson, Günter Knotzinger, Erwin Ortner, Karl-Friedrich Beringer és Manfred Honeck – gyakran hívták az általuk vezényelt zenekarokba, vagy éppen kórusokba szólót énekelni. A magyar karmesterek közül Lehel Györggyel, Lukács Ervinnel, Ligeti Andrással, Kocsis Zoltánnal, Kaposi Gergellyel, Vásáry Tamással, Fischer Ádámmal és Fischer Ivánnal dolgozott együtt leghosszabb ideig.
Magyarországon és külföldön több mint hatvan, másokkal vagy egyénileg készült CD-je jelent meg.
Számos nemzetközi operasiker fűződik nevéhez. 1988-ban ő énekelte Johann Christian Bach Amadis de Gaule című operájának női főszerepét, melynek bemutatójára az Europäisches Musikfest keretében, Stuttgartban, illetve Frankfurtban került sor.
Külföldi fellépésein Luciano Pavarotti, Markus Schäfer, Tomas Laske, Marga Schiml, Charles Brett, Scott Weir, Marylin Horne, Simone Kermes, Christine Schäfer, Cornelius Hauptmann partnereként számos országában aratott sikereket, és nem csak a klasszikus opera műfajában: szinte az összes nagy zeneszerző által komponált oratóriumban, misében szerepelt. Jelentős sikereket ért el népdalelőadóként is, amelyhez még győri konzervatóriumi évei alatt került közel Jáki Teodóz zenetanár segítségével. Legkedvesebb népdalai az erdélyi és csángó népdalok, de énekelt felvidéki népdalfeldolgozásokat és hazaiakat is.
1992-től Stuttgartban él férjével és gyermekével. Németországban – koncert- és dalénekes pályafutása folytatása mellett – még számos operai felkérésnek tett eleget, de e kilencvenes évek derekától már inkább a koncerttermekben ért el sikereket Európában és a tengeren túl. Nem csak a teljes Bach- és Mozart-koncertrepertoárt és a két zeneszerző egyházzenei műveit adhatta elő, nem csak Wagner-énekesként nyert elismerést, de évszázadokon átívelve mutathatta be dalirodalom klasszikusait és nagyjait.
2004 és 2006 között magándocensként Frankfurtban, a Zeneművészeti Főiskolán tanított, és ahogy a színpadi és koncerttermi szerepléstől fokozatosan visszavonult, a tanítás egyre nagyobb szerepet kapott az életében. 1996-ban alapította meg Stuttgartban Ibolya Verebics Gesangschule néven saját iskoláját, ahol egyidejűleg húsz körüli növendékkel foglalkozik.
A hazai zenei élettel való kapcsolata nem szakadt meg, alkalmanként még vállal fellépéseket. 2024. március 18-án a Magyar Művészeti Akadémia köztestületi tagjai sorába fogadta. Elkötelezett támogatója a fiatal tehetségek pályára segítésének, a zene és az énekkultúra népszerűsítésének, a nemes ügyeket szolgáló jótékonysági rendezvényeknek.

### Magánélete
Férje, Joachim Pape, a neves karmester, Helmuth Rilling kórusában énekelt, egy izraeli koncertkörúton találkoztak. 1992-ben házasodtak össze, egy fiuk született, Cornelius. Családjával Stuttgartban él, minden évben több hónapot tölt azonban szülővárosában, Győrben is, ahol tevékeny részt vállal a város kulturális életében. 2021-ben szakmai életművét a város azzal ismerte el, hogy díszpolgárává választotta.

## Operaháziszerepeiből
- Micaëla, Carmen (1986)
- Mariori, Ecce homo (1987)
- Iluska, János vitéz (1987)
- A leány, Székely fonó (1987)
- Lauretta, Gianni Schicchi (1988)
- A grófné, Figaro házassága (1988)
- Belinda, Dido és Aeneas (1988)
- Monica, A láng (1990)
- Servilia, Titus kegyelme (1991)[8]

## Elismerései, díjai
- Bartók Béla–Pásztory Ditta-díj (1992)
- Liszt Ferenc-díj (1996)
- Győr díszpolgára (2021)[2]